# 5-Methyl-1H-benzotriazol
5-Methyl-1H-benzotriazol ist eine chemische Verbindung aus der Gruppe der Benzotriazole.

## Gewinnung und Darstellung
5-Methyl-1H-benzotriazol kann durch Reaktion von 3,4-Diaminotoluol mit Natriumnitrit und Schwefelsäure gewonnen werden.

## Eigenschaften
Die Verbindung ist ein beiges Pulver, welches schwer entzündbar ist. In Wasser lässt es sich nur schwer lösen.

## Verwendung
5-Methyl-1H-benzotriazol ist in Frostschutzmitteln enthalten und wird als Korrosionsinhibitor für Kupfer eingesetzt.

## Umweltrelevanz
5-Methylbenzotriazol ist als Gemisch mit 4-Methylbenzotriazol (Tolyltriazol) eine der Leitsubstanzen der Schweizer Kontrollliste für die Einschätzung der Klärleistung in der 4. Reinigungsstufe.

## Externe Links zu erwähnten Verbindungen
1. ↑  Externe Identifikatoren von bzw. Datenbank-Links zu 3,4-Diaminotoluol:  CAS-Nr.: 496-72-0, EG-Nr.: 207-826-2, ECHA-InfoCard: 100.007.116, GESTIS: 19910, PubChem: 10332, ChemSpider: 9908, Wikidata: Q26841301.